# Mess Creek Escarpment
Mess Creek Escarpment är ett stup i Kanada.   Det ligger i provinsen British Columbia, i den centrala delen av landet, 3 900 km väster om huvudstaden Ottawa. Mess Creek Escarpment ligger 1 421 meter över havet.
Terrängen runt Mess Creek Escarpment är kuperad åt nordväst, men åt sydost är den bergig. Trakten runt Mess Creek Escarpment är nära nog obefolkad, med mindre än två invånare per kvadratkilometer.. Det finns inga samhällen i närheten. Mess Creek Escarpment ligger på Camp Hill.
Trakten runt Mess Creek Escarpment består i huvudsak av gräsmarker.